# Сенебье, Жан
Жан Сенебье (фр. Jean Senebier, 6 мая 1742 — 22 июля 1809) — швейцарский ботаник, химик, естествоиспытатель, теолог и библиотекарь.

## Биография
Жан Сенебье родился в Женеве 6 мая 1742 года.
Он изучал теологию и в 1765 году стал священником в своём родном городе. В 1773 году Сенебье стал главным библиотекарем Женевы. Позже он занимался преимущественно физиологией растений и совершил в этой области значительный прогресс, сделав упор на принцип, согласно которому процессы питания должны оцениваться в соответствии с общими законами химии.
Опыты Жана Сенебье подтвердили теории, поддержанные Джозефом Пристли и Яном Ингенхаузом, утверждавшие, что растения способны поглощать свободный азот из воздуха и легли в основу работам Жоржа Вилля. 
Жан Сенебье умер в Женеве 22 июля 1809 года.

## Научная деятельность
Жан Сенебье специализировался на семенных растениях.

## Научные работы
- Mémoires physico-chimiques sur l’influence de la lumière solaire pour modifier les êtres des trois règnes de la nature, Genf 1782, 3 Bde.
- Rapport de l’air atmosphérique avec les êtres organisés, Genf 1807, 3 Bde.
- Physiologie végétale, Genf 1782—1788, 5 Bde.
- Météorologie pratique, Genf 1810.